# التا (کالیفرنیا)
التا، کالیفرنیا (به انگلیسی: Alta, California) یک منطقهٔ مسکونی در ایالات متحده آمریکا است که در کالیفرنیا واقع شده‌است.

## خصوصیات
التا ۶٫۱۹۱ کیلومترمربع مساحت و ۶۱۰ نفر جمعیت دارد و ۱٬۱۴۰٫۸۸ متر بالاتر از سطح دریا واقع شده‌است.